# سیارک ۱۰۰۷۰
سیارک ۱۰۰۷۰ (به انگلیسی: 10070 Liuzongli، نامگذاری:1989CB8) ده هزار و هفتاد و یکمین سیارک کشف شده‌است که در ۷ فوریه ۱۹۸۹ کشف شد.
قدر مطلق سیارک برابر ۱۷٫۸ است.